# جون بيك (شاعر)
جون بيك (بالإنجليزية: John Peck)‏ هو شاعر أمريكي، ولد في 1941.
درس في جامعة ستانفورد ( Stanford University)، وحصل على شهادة الدكتوراة من جامعة فاندربيلت (Vanderbilt University)